# Senkstütze
Eine Senkstütze ist ein nachgiebiges Stützelement, das im Bergbau anstelle der stoßseitigen Ausbausegmente des Streckenausbaus verwendet wird. Senkstützen, die im Bergbau eingesetzt werden, müssen von der Bergbehörde zugelassen werden.

## Aufbau und Funktion
Die Senkstütze ist kastenförmig aufgebaut und oben offen. Das Gehäuse der Senkstütze besteht aus einem zu einem Rechteckprofil gebogenen Stahlblech. Die Senkstütze hat eine Länge von 0,8 bis 1,8 Meter. Die Enden des Bleches sind miteinander verschweißt. Am unteren Ende der Senkstütze ist eine Fußplatte aus Stahlblech angeschweißt. In dem Blechgehäuse ist ein kleiner stählerner Bremsschuh montiert. Dieser Bremsschuh hat einen Bremsbelag aus Holz und dient der Auflage und der Führung des Ausbausegmentes. Der einseitig angebrachte Bremsbelag drückt bei Belastung des Bremsschuhs gegen einen in der Senkstütze montierten Holzkeil. Auf den Bremsschuh wird das Ausbausegment gestellt, so dass dieses mindestens 0,3 Meter in die Stütze hineinragt. Der Bremsschuh bringt aufgrund der Reibung zwischen dem Holz und dem Bremsschuh einen bestimmten Einschubwiderstand auf. Dieser Widerstand wird durch die Reibung zwischen Stempelfuß und Senkstütze verstärkt. Zusätzlich wirkt sich auch die Verformungsarbeit zwischen Bremsbelag und Holzkeil erhöhend auf den Einschubwiderstand aus. Dieser Einschubwiderstand wirkt dem Gebirgsdruck entgegen. Durch die innere Konstruktion der Senkstütze erhält der Streckenausbau eine gewisse Nachgiebigkeit. Diese Nachgiebigkeit bleibt solange erhalten, bis der Stempel die Fußplatte erreicht. Abhängig von der Länge der Senkstütze betragen die Einschubwege zwischen 0,5 und 1,5 Meter. Durch die Senkstütze erhält der Ausbau auch eine leichte Nachgiebigkeit gegenüber Stoßdruck. Der Stoßdruck bewirkt in der Senkstütze, dass der Bremsbelag und der Holzkeil verformt werden. Das Ausbausegment wird durch diese Verformung der Bremselemente etwas von der Senkstütze abgehoben. Dadurch sinkt das Ausbausegment ein wenig in die Senkstütze ein. Senkstützen arbeiten somit nach dem Prinzip der Materialverformung und der Nachgiebigkeit.

## Besonderheiten und Verwendung
Durch die Verwendung von Senkstützen ist es möglich, den Streckenausbau vorzuspannen. Dadurch wird der Auflockerung des Gebirges entgegengewirkt. Um eine bleibende Vorspannung des Ausbaus zu erreichen, wird eine spezielle Setzvorrichtung verwendet. Senkstützen werden bei starrem Bogenausbau, beim Gelenkbogenausbau und beim gelenkigen Türstockausbau verwendet. Die Senkstützen werden hierfür in das Liegende eingebühnt. Die Kombination von Ausbau und Senkstütze wird als Senkstützenausbau bezeichnet. Das Vorspannen des Senkstützenausbaus war im niederländischen Bergbau verbreitet.